# روبرت جاي دوهرتي
روبرت جاي دوهرتي (بالإنجليزية: Robert J. Doherty)‏ هو مصور أمريكي، ولد في 1924 في إيفرت في الولايات المتحدة، وتوفي في 6 يناير 2019.